# The Handy Man (film, 1923)
Pour l’article homonyme, voir The Handy Man.
The Handy Man est un film américain réalisé par Robert P. Kerr et mettant en scène Stan Laurel, sorti en 1923.

## Fiche technique
- Réalisation : Robert P. Kerr
- Scénario : Bob Munson
- Producteur : Broncho Billy Anderson
- Photographie : Irving G. Ries
- Durée : 18 minutes 30
- Date de sortie : 12 mars 1923

## Distribution
- Stan Laurel : l'homme à tout faire
- Merta Sterling : le cuisinier
- Otto Fries : le surveillant
- Harry Mann : un mystérieux étranger
- Babe London : un invité